# Eurocodes

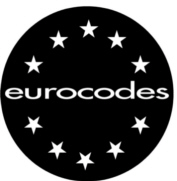

Les Eurocodes sont les normes européennes (comme une norme européenne ou EN) de dimensionnement et de justification des structures de bâtiment et de génie civil.
Les Eurocodes sont reconnus dans les 27 États membres de l'Union européenne et les pays membres de l'EFTA.

## Objectifs
Ils visent à harmoniser les techniques de construction en Europe, et à faciliter le libre accès des entreprises (travaux publics, bureaux d'études techniques..) aux marchés des autres États membres.
Ils permettent de concevoir des ouvrages et de contrôler la conformité aux exigences essentielles no 1 de la Directive sur les Produits de Construction « résistance mécanique et stabilité » (incluant les aspects liés à l'exigence essentielle no 4 « sécurité d'utilisation ») et les éléments relatifs à l'exigence essentielle no 2 « sécurité en cas d'incendie » ainsi que la durabilité, telles que définies dans l'annexe 1 de la Directive.
Ils seront le principal moyen de conception des structures de bâtiments et ouvrages de Génie Civil, pour le secteur de la conception des ouvrages et pour l'industrie du bâtiment et des Travaux Publics. Les différentes parties des Eurocodes et leurs dates de publication deviennent des références devant être connus des praticiens.

« L'utilisation des Eurocodes devrait faciliter la libre prestation de services dans le domaine de l'ingénierie de construction et de l'architecture à travers la création des conditions d'un système harmonisé de règles générales. »

— Commission de l'Union européenne

## Contenu
Les deux premières Parties d'Eurocode concernent les « Bases de calcul des structures » et les « Actions sur les structures (générales et bâtiments) ».
Ces deux normes sont les premières d'un ensemble de 60 normes qui portent sur les actions, les ouvrages en béton, constructions en acier, ouvrages mixtes acier-béton, structures en bois, en maçonnerie, aluminium, ainsi que les règles de conception des ouvrages de géotechnique et les règles de conception parasismiques.

## Historique
L'élaboration de méthodes uniformisées pour le calcul des structures est en cours au niveau européen depuis des dizaines d’années[Quand ?].
Ce travail s'est d'abord fait à petite échelle au sein de quelques organisations comme l’UIC (Union internationale des chemins de fer), le CEB (Comité Euro-international du Béton), la FIP (Fédération Internationale de la Précontrainte), la RILEM (Réunion internationale des laboratoires d'essais de matériaux), le CIB (Conseil international du bâtiment) ou l’AIPC (Association internationale des ponts et charpentes).
Dans les années 1970, la Commission européenne s'est intéressée à la démarche. La création du marché unique pour les produits de construction nécessitait des normes européennes pour les produits, mais aussi pour la conception des ouvrages.
Dans les années 1980, la Commission a fait produire de premiers documents n'ayant pas encore un véritables statut de normes, dits “Eurocodes”.
En 1989, la Directive Produits de Construction (DPC ou CPD pour “Construction Products Directive”) est approuvée par la Communauté Européenne. La normalisation européenne s'intègre dans un cadre général logique, et les activités s'enchaînent à un rythme plus soutenu.
La CPD introduit des exigences essentielles pour les ouvrages, et pour le marquage CE des produits de construction, jetant ainsi les bases du futur marché unique de la construction. La directive précise que les produits de construction ne peuvent être mis sur le marché dans l'Union européenne, qu'assortis d'un marquage CE qui certifie qu'ils « ont des caractéristiques telles que les ouvrages dans lesquels ils doivent être incorporés, assemblés, utilisés ou installés, puissent satisfaire aux exigences essentielles, à condition d’avoir été convenablement conçus et construits ».
Les règles de respect des exigences essentielles pour les ouvrages restent de compétence nationale, mais la Directive impose les Eurocodes comme référence à utiliser dans les normes de produits harmonisées pour le marquage des produits relativement à l'exigence essentielle de stabilité et de résistance mécanique.
La rédaction des Eurocodes est confiée au Comité européen de normalisation (CEN) pour donner à ces documents le statut de norme européenne à part entière. Ceci rend l'usage des Eurocodes obligatoire comme normes pour certains marchés (voir plus bas). Ceci impose aussi que la procédure très stricte d'approbation des normes par le CEN prenne en compte des nuances techniques de tous les instituts membres dans le texte final.
Les Eurocodes ont d'abord été publiés comme « normes expérimentales » (ENV), le CEN les a désormais publié comme normes au stade définitif (EN).
Dates importantes :
- 1971 : directive Marchés publics de travaux
- 1976 : lancement des premiers Eurocodes
- 1980 : mise à l’enquête des Eurocodes
- 1989 : directive Produits de Construction
- 1989 : transfert des Eurocodes au CEN ⇒ début ENV (normes provisoires)
- 1991-1998 : publication des ENV
- 1998 : début de la transformation des ENV en EN
- 11 décembre 2003 : Recommandation de la Commission du 11 décembre 2003 sur la mise en œuvre et l'utilisation des Eurocodes pour les ouvrages de construction et les

produits de construction structuraux.
- 2005 : achèvement du programme des Eurocodes
- 2004-2007 : publication des Eurocodes en France et de leurs annexes nationales
- mars 2010 : fin des normes nationales en contradiction avec les Eurocodes (marchés publics seulement; période de transition pour les marchés privés)

## Élaboration
Ils sont développés par le CEN (Comité européen de normalisation). C'est le comité technique CEN/TC 250 "Eurocodes structuraux" (CEN TC250 "Structural Eurocodes"), présidé par l'Allemagne, qui gère les travaux au sein du CEN.
En France, l'AFNOR, membre du CEN, gère ces travaux. Le NBN, bureau de normalisation, est responsable pour la Belgique. Dansk Standard est l'organisme danois membre du CEN.
Chaque projet de norme est soumis au vote des états membres du CEN. Une fois le projet adopté, et après une période de recouvrement, les normes nationales en contradiction avec les Eurocodes doivent être supprimées (au maximum en mars 2010).

## Implémentation nationale

Eurocodes utilisés par les adhérents du CEN (Etats membres et l'UE et de l' EFTA)
Eurocodes utilisés par les adhérents du CEN (tiers à l'UE et à l'EFTA)
Eurocodes utilisés par des états tiers ou en cours d'adoption
États intéressés par l'adoption d'Eurocodes

Les États membres doivent pouvoir adopter les Eurocodes et les utiliser dans leur droit national et environnement normatif. Les Eurocodes contiennent pour cette raison certains éléments de souplesse, via des « paramètres déterminés nationalement » (PDN). Ces paramètres, rassemblés dans une « Annexe nationale », spécifient par exemple les facteurs de sécurité (responsabilité nationale), les sollicitations climatiques, le choix de méthodes de calcul, etc.
Les Eurocodes ne peuvent normalement pas être appliqués sans l'Annexe Nationale du pays dans lequel le projet de construction est prévu. Il est prévu que ces PDN soient analysés par le Centre de recherche de la Commission (JRC : Centre commun de recherche) en vue de leur uniformisation dans la prochaine version des Eurocodes (chaque norme doit être initiée 5 ans après sa première publication).
Les Eurocodes sont adoptés par 28 pays européens : Allemagne, Autriche, Belgique, Chypre, Danemark, Espagne, Estonie, Finlande, France, Grèce, Hongrie, Irlande, Islande, Italie, Lettonie, Lituanie, Luxembourg, Malte, Norvège, Pays-Bas, Pologne, Portugal, République tchèque, Royaume-Uni, Slovaquie, Slovénie, Suède et la Suisse.
En France, à la suite du « plan Europe », c'est l'AFNOR qui publie les Guides Eurocode officiels, prenant en compte les « Annexes Nationales ».

## Familles d'Eurocodes
On compte 60 Eurocodes, regroupés en 10 familles :
| Famille    | Titres officiels traduits par l'AFNOR                  | Norme européenne (EN) |
| ---------- | ------------------------------------------------------ | --------------------- |
| Eurocode 0 | Bases de calcul des structures                         | EN 1990               |
| Eurocode 1 | Actions sur les structures                             | EN 1991               |
| Eurocode 2 | Calcul des structures en béton                         | EN 1992               |
| Eurocode 3 | Calcul des structures en acier                         | EN 1993               |
| Eurocode 4 | Calcul des structures mixtes acier-béton               | EN 1994               |
| Eurocode 5 | Conception et calcul des structures en bois            | EN 1995               |
| Eurocode 6 | Calcul des ouvrages en maçonnerie                      | EN 1996               |
| Eurocode 7 | Calcul géotechnique                                    | EN 1997               |
| Eurocode 8 | Calcul des structures pour leur résistance aux séismes | EN 1998               |
| Eurocode 9 | Calcul des structures en aluminium                     | EN 1999               |

Chaque famille est constituée d'une partie générale (partie 1-1), d'une partie concernant l'incendie (partie 1-2), d'une partie 2 concernant les ponts (si d'application) et d'autres parties spécifiques.
Les Eurocodes sont publiés par les instituts de normalisation nationaux (AFNOR, NBN, NEN…) avec l'indicatif national devant le numéro de la norme. Exemple : NBN EN 1991-1-1 (norme belge).